# Ametallon cuspidatum
Ametallon cuspidatum är en stekelart som beskrevs av Christer Hansson 2004. Ametallon cuspidatum ingår i släktet Ametallon och familjen finglanssteklar.
Artens utbredningsområde är Costa Rica. Inga underarter finns listade i Catalogue of Life.